# Ашветия, Михаил Александрович
Михаи́л Алекса́ндрович (Алеко́евич) Ашве́тия (груз. მიხეილ ალექსანდრეს ძე აშვეთია; род. 10 ноября 1977, Кутаиси) — грузинский футболист, нападающий.

## Карьера
Воспитанник кутаисского футбола. Начинал свою карьеру в местном «Торпедо». Результативная игра нападающего, отличившегося 55 раз в 54 поединках грузинского чемпионата, стала привлекать селекционеров зарубежных клубов. За неполные три сезона Ашветия дважды сыграл за владикавказскую «Аланию» и в тбилисском «Динамо».
В 2003-2005 году выступал за ФК Локомотив Москва с которым стал Чемпионом России в 2004 году.
Играл также в клубах дальнего зарубежья: в датском «Копенгагене» и немецком «Карл Цейссе».
Летом 2007 года заключил контракт с клубом первого российского дивизиона «Анжи», но из-за санкций, которые наложил на клуб ПФЛ, официально присоединился к команде лишь в 2008 году. С 17 мячами стал лучшим бомбардиром клуба в году. 18 декабря 2008 года покинул «Анжи» ввиду завершения срока действия контракта.
В начале 2009 года был в составе барнаульского «Динамо», но не смог закрепиться в составе, и 14 августа перешёл в «Нижний Новгород».
Выступая в различных чемпионатах, забил 194 голов. За сборную Грузии отличился пятью мячами в 24 матчах.

## Достижения
- Чемпион Грузии (3): 1998, 1999, 2001.
- Чемпион России 2004.
- Обладатель Кубка Грузии 2001 года.
- Обладатель Суперкубка Грузии 1999 года.
- Обладатель Суперкубка России 2005.
- Обладатель Кубка Содружества 2005 года.
- Финалист Суперкубка Грузии 1998 года.